# فلودزميزيرز كيوليك
فلودزيمزيرز كيوليك ، من مواليد 24 مارس 1956 في فالبزريتش (بالإنجليزية: Wałbrzych [الإنجليزية])‏ في بولندا ، لاعب كرة قدم بولندي سابق.
لعب مع نوادي مثل Górnik Wałbrzych [الإنجليزية] وStal Mielec [الإنجليزية]. في موسم 1983/84 كان هداف الدوري البولندي وهو يلعب لنادي Górnik Wałbrzych.
لعب مع المنتخب البولندي حيث لعب 29 مباراة وسجل 4 أهداف.
كان مشاركاً في كأس العالم 1982، حيث حصلت بولندا على المركز الثالث. سجل هدفاً ضد البيرو.

## روابط خارجية
- فلودزميزيرز كيوليك على موقع الاتحاد الدولي (مؤرشف)  (الإنجليزية)
- فلودزميزيرز كيوليك على موقع قاعدة بيانات كرة القدم.إي يو (الإنجليزية)
- فلودزميزيرز كيوليك على موقع ناشيونال فوتبول تيمز (الإنجليزية)
- فلودزميزيرز كيوليك على موقع Soccerway.com (الإنجليزية)